# Mamadou Koné (calciatore 1991)
Mamadou Koné (Bingerville, 25 dicembre 1991) è un calciatore ivoriano, attaccante svincolato.

## Carriera
Nella stagione 2011-2012 ha giocato nella Liga con il Racing Santander, collezionando 6 presenze.